# ميخائيل فيكيت
ميخائيل فيكيت (بالمجرية: Fekete Mihály)‏ (بالعبرية: מיכאל פקטה‏) هو رياضياتي إسرائيلي ومجري، ولد في 19 يوليو 1886 في زينتا في صربيا، وتوفي في 13 مايو 1957 في القدس في إسرائيل.